# Antoine de Lovier
Antoine de Lovier ou de Louviers, est un ecclésiastique français, mort à Montpellier le 23 octobre 1405 qui fut  évêque de Rennes de 1386 à 1389 puis évêque de Maguelone de 1389 à 1405. Il joue un rôle important à la cour pontificale d'Avignon.

## Biographie
Antoine de Lovier ou de Louviers semble être d'origine française d'après son nom. Selon Honoré Fisquet il est originaire de Revel dans l'actuel département de l'Isère. Chanoine puis doyen de l'église métropolitaine de Vienne, il est également la chapelain de l'antipape Clément VII et clerc de la Chambre apostolique employé récemment comme collecteur d'un subside pontifical dans les diocèses de Nantes et de Saint-Pol-de-Léon quand il est imposé sur le siège de Rennes par le Pape en 1386. 

### Évêque de Rennes
Il siège aux États de Bretagne dès le 14 mai alors qu'il ne fait sa soumission à la chambre apostolique que le 15  octobre. Il est amené à ratifier le douaire accordé par le duc Jean IV de Bretagne,  à sa nouvelle épouse Jeanne de Navarre le 18 avril 1387. Toutefois devant le mécontentement du duc sur la manière dont il lui avait été imposé il est rapidement transféré à l'évêché de Maguelone le 18 octobre 1389.

### Évêque de Maguelonne
Devenu évêque de Maguelonne, siège proche de la papauté d'Avignon  le 2 novembre 1389, il est chargé de la gestion de la trésorerie pontificale. C'est à ce titre qu'il verse 40.000 francs d'or au duc Louis II de Bourbon lorsque ce dernier à la demande du roi Charles VI de France mène une troupe en Italie soutenir Louis II d'Anjou dans sa lutte pour la conquête du royaume de Naples contre Marguerite de Durazzo la veuve de Charles III de Naples.
Du fait de ses absences fréquentes, il nomme pour gérer son diocèse comme vicaire général Barthélemy Barrière. Il reçoit néanmoins le Roi de France à Montpellier en 1389. Le Pape tente en vain le 7 novembre 1390 de la transférer l'archidiocèse de Toulouse. Il continue à jouer un très grand rôle à la cour pontificale jusqu'à la mort de Clément VII qu'il assiste dans ces derniers jours en septembre 1394. Après l'élection de Pierre de Luna sous le nom de Benoit XIII, il reste fidèle à ce dernier face au pape Boniface IX choisi précédemment par le « parti Romain  » et prend possession pour le pontife avignonnais du comté de Melgueil.
Antoine de Lovier assiste à Avignon au couronnement de Louis comme roi de Sicile en présence du roi Charles VI et se rend à Montpellier pour y recevoir le roi. il est présent à Avignon lors du transfert du corps de Clément VII dans l'église Notre-Dame et il meurt dans son palais épiscopal de  Montpellier le 23 octobre 1405. Son corps est transporté dans la cathédrale Saint-Maurice de Vienne et inhumé dans la chapelle dite de Maguelone qu'il avait fait restaurer.

## Armoiries
Les armoiries de sa famille portent : d'azur à deux loups d'or marchant.